# 中国名園紀行
中国名園紀行（ちゅうごくめいえんきこう）はNHKBSの番組。同じBSのミニ番組である中国・ティーブレイク紀行も記載する。

## 概要
2000年1月4日、BSアナログハイビジョンで放送開始。避暑山荘、頤和園、留園、拙政園の中国四大名園を紹介する。BSプレミアムの現在は午前2時～4時の放送となっている。最近は放送頻度が減っているが年1度は放送される。

## 出演者
- ナレーション　増山江威子

## 中国名山紀行
1999年3月1日放送開始。ナレーション山田敦子。峨眉山、泰山、五台山といった中国の山を紹介する。

## 中国・ティーブレイク紀行
2002年9月9日放送開始。プーアル茶など中国茶に関する紹介をする5分番組。ナレーション兼清麻美。

### 放送内容
プーアル茶、武夷岩茶、飲茶、工夫茶、龍井茶、茶館、食べるお茶、茶器